# Czersk (gmina)
Pour les articles homonymes, voir Czersk.
Czersk est une gmina mixte du powiat de Chojnice, Poméranie, dans le nord de la Pologne. Son siège est la ville de Czersk, qui se situe environ 30 km à l'est de Chojnice et 77 km au sud-ouest de la capitale régionale Gdańsk.
La gmina couvre une superficie de 379,85 km2 pour une population de 20 548 habitants.

## Géographie
Outre la ville de Czersk, la gmina inclut les villages de Badzianko, Bagna, Będźmierowice, Bielawy, Błoto, Brda, Budziska, Bukowa Góra, Cegielnia, Czerska Struga, Dąbki, Duża Klonia, Duże Wędoły, Gartki, Gotelp, Gutowiec, Jeziórko, Kaliska, Kameron, Kamionka, Karolewo, Kęsza, Klaskawa, Kłodnia, Klonowice, Konewki, Konigort, Konigórtek, Koślinka, Kosowa Niwa, Koszary, Krzyż, Kurcze, Kurkowo, Kwieki, Łąg, Łąg-Kolonia, Lipki, Listewka, Łubna, Łukowo, Lutom, Lutomski Most, Mała Klonia, Malachin, Małe Wędoły, Młynki, Modrzejewo, Mokre, Mosna, Nieżurawa, Nowa Juńcza, Nowe Prusy, Nowy Młyn, Odry, Olszyny, Ostrowite, Ostrowy, Płecno, Pod Łąg, Pod Łubnę, Polana, Przyjaźnia, Pustki, Rówki, Rytel, Rytel-Zarzecze, Sienica, Stara Juńcza, Stare Prusy, Stodółki, Struga, Suszek, Szałamaje, Szary Kierz, Szyszkowiec, Twarożnica, Uboga, Uroża, Ustronie, Wądoły-Łąg, Wandowo, Wędowo, Wieck, Wojtal, Zapędowo, Zapora, Zawada, Złe Mięso, Złotowo et Żukowo.
La gmina borde les gminy de Brusy, Chojnice, Kaliska, Karsin, Osieczna, Śliwice, Stara Kiszewa et Tuchola.